# 沖縄県幼稚園一覧
沖縄県幼稚園一覧（おきなわけんようちえんいちらん）は、沖縄県の幼稚園の一覧。

## 公立幼稚園

### 那覇市
- 那覇市立安謝幼稚園
- 那覇市立城東幼稚園
- 那覇市立城北幼稚園
- 那覇市立城西幼稚園
- 那覇市立城南幼稚園
- 那覇市立真嘉比幼稚園
- 那覇市立泊幼稚園
- 那覇市立大道幼稚園
- 那覇市立松川幼稚園
- 那覇市立識名幼稚園
- 那覇市立壺屋幼稚園
- 那覇市立前島幼稚園
- 那覇市立久茂地幼稚園
- 那覇市立神原幼稚園
- 那覇市立真和志幼稚園
- 那覇市立与儀幼稚園
- 那覇市立城岳幼稚園
- 那覇市立天妃幼稚園
- 那覇市立開南幼稚園
- 那覇市立垣花幼稚園
- 那覇市立小禄幼稚園
- 那覇市立高良幼稚園
- 那覇市立宇栄原幼稚園
- 那覇市立松島幼稚園
- 那覇市立古蔵幼稚園
- 那覇市立上間幼稚園
- 那覇市立大名幼稚園
- 那覇市立石嶺幼稚園
- 那覇市立仲井真幼稚園
- 那覇市立金城幼稚園
- 那覇市立曙幼稚園
- 那覇市曙立小禄南幼稚園
- 那覇市立真地幼稚園
- 那覇市立さつき幼稚園

### 宜野湾市
- 宜野湾市立嘉数幼稚園
- 宜野湾市立宜野湾幼稚園
- 宜野湾市立志真志幼稚園
- 宜野湾市立大山幼稚園
- 宜野湾市立大謝名幼稚園
- 宜野湾市立普天間幼稚園
- 宜野湾市立普天間第二幼稚園
- 宜野湾市立長田幼稚園

### 石垣市
- 石垣市立あかし幼稚園
- 石垣市立あまかわ幼稚園
- 石垣市立あらかわ幼稚園
- 石垣市立いのだ幼稚園
- 石垣市立おおかわ幼稚園
- 石垣市立おおはま幼稚園
- 石垣市立かわはら幼稚園
- 石垣市立しらほ幼稚園
- 石垣市立なぐら幼稚園
- 石垣市立のそこ幼稚園
- 石垣市立ひらくぼ幼稚園
- 石垣市立へいしん幼稚園
- 石垣市立まきら幼稚園
- 石垣市立みやとり幼稚園
- 石垣市立みやなが幼稚園
- 石垣市立みやまえ幼稚園
- 石垣市立やえやま幼稚園
- 石垣市立わかば幼稚園

### 浦添市
- 浦添市立浦添幼稚園
- 浦添市立仲西幼稚園
- 浦添市立神森幼稚園
- 浦添市立浦城幼稚園
- 浦添市立牧港幼稚園
- 浦添市立当山幼稚園
- 浦添市立内間幼稚園
- 浦添市立港川幼稚園
- 浦添市立宮城幼稚園
- 浦添市立沢岻幼稚園
- 浦添市立前田幼稚園

### 名護市
- 名護市立東江幼稚園
- 名護市立安和幼稚園
- 名護市立稲田幼稚園
- 名護市立大北幼稚園
- 名護市立大宮幼稚園
- 名護市立久志幼稚園
- 名護市立久辺幼稚園
- 名護市立源河幼稚園
- 名護市立名護幼稚園
- 名護市立羽地幼稚園
- 名護市立三原幼稚園
- 名護市立屋部幼稚園
- 名護市立瀬喜田幼稚園
- 名護市立真喜屋幼稚園
- 名護市立屋我地幼稚園

### 糸満市
- 糸満市立兼城幼稚園
- 糸満市立糸満幼稚園
- 糸満市立糸満南幼稚園
- 糸満市立高嶺幼稚園
- 糸満市立真壁幼稚園
- 糸満市立喜屋武幼稚園
- 糸満市立米須幼稚園
- 糸満市立西崎幼稚園
- 糸満市立潮平幼稚園
- 糸満市立光洋幼稚園

### 沖縄市
- 沖縄市立安慶田幼稚園
- 沖縄市立泡瀬幼稚園
- 沖縄市立北美幼稚園
- 沖縄市立越来幼稚園
- 沖縄市立コザ幼稚園
- 沖縄市立島袋幼稚園
- 沖縄市立高原幼稚園
- 沖縄市立中の町幼稚園
- 沖縄市立美東幼稚園
- 沖縄市立美里幼稚園
- 沖縄市立美原幼稚園
- 沖縄市立宮里幼稚園
- 沖縄市立室川幼稚園
- 沖縄市立諸見幼稚園
- 沖縄市立山内幼稚園
- 沖縄市立北谷幼稚園

### 豊見城市
- 豊見城市立上田幼稚園
- 豊見城市立長嶺幼稚園
- 豊見城市立座安幼稚園
- 豊見城市立豊見城幼稚園
- 豊見城市立伊良波幼稚園
- 豊見城市立とよみ幼稚園

### うるま市
- うるま市立城前幼稚園
- うるま市立宮森幼稚園
- うるま市立伊波幼稚園
- うるま市立川崎幼稚園
- うるま市立あげな幼稚園
- うるま市立田場幼稚園
- うるま市立天願幼稚園
- うるま市立具志川幼稚園
- うるま市立兼原幼稚園
- うるま市立高江洲幼稚園
- うるま市立中原幼稚園
- うるま市立赤道幼稚園
- うるま市立与那城幼稚園
- うるま市立南原幼稚園
- うるま市立勝連幼稚園
- うるま市立平敷屋幼稚園
- うるま市立比嘉幼稚園
- うるま市立津堅幼稚園

### 宮古島市
- 宮古島市立平良第一幼稚園
- 宮古島市立伊良部幼稚園
- 宮古島市立佐良浜幼稚園
- 宮古島市立北幼稚園
- 宮古島市立南幼稚園
- 宮古島市立東幼稚園
- 宮古島市立久松幼稚園
- 宮古島市立鏡原幼稚園
- 宮古島市立宮原幼稚園
- 宮古島市立西辺幼稚園
- 宮古島市立狩俣幼稚園
- 宮古島市立宮島幼稚園
- 宮古島市立池間幼稚園
- 宮古島市立城辺幼稚園
- 宮古島市立砂川幼稚園
- 宮古島市立西城幼稚園
- 宮古島市立福嶺幼稚園
- 宮古島市立下地幼稚園
- 宮古島市立来間幼稚園
- 宮古島市立上野幼稚園

### 南城市
- 南城市立玉城幼稚園
- 南城市立百名幼稚園
- 南城市立船越幼稚園
- 南城市立久高幼稚園
- 南城市立知念幼稚園
- 南城市立佐敷幼稚園
- 南城市立大里北幼稚園
- 南城市立大里南幼稚園

### 国頭郡
- 国頭村立辺土名幼稚園
- 今帰仁村立兼次幼稚園
- 今帰仁村立今帰仁幼稚園
- 今帰仁村立天底幼稚園
- 今帰仁村立湧川幼稚園
- 今帰仁村立古宇利幼稚園
- 本部町立上本部幼稚園
- 本部町立本部幼稚園
- 本部町立健堅幼稚園
- 本部町立伊豆味幼稚園
- 本部町立崎本部幼稚園
- 本部町立瀬底幼稚園
- 宜野座村立松田幼稚園
- 宜野座村立宜野座幼稚園
- 宜野座村立漢那幼稚園
- 金武町立中川幼稚園
- 金武町立金武幼稚園
- 金武町立嘉芸幼稚園
- 伊江村立伊江幼稚園
- 伊江村立西幼稚園
- 恩納村立安冨祖幼稚園
- 恩納村立喜瀬武原幼稚園
- 恩納村立恩納幼稚園
- 恩納村立仲泊幼稚園
- 恩納村立山田幼稚園

### 中頭郡
- 読谷村立喜名幼稚園
- 読谷村立古堅幼稚園
- 読谷村立古堅南幼稚園
- 読谷村立読谷幼稚園
- 読谷村立渡慶次幼稚園
- 嘉手納町立屋良幼稚園
- 嘉手納町立嘉手納幼稚園
- 北谷町立北谷幼稚園
- 北谷町立北谷第二幼稚園
- 北谷町立北玉幼稚園
- 北谷町立浜川幼稚園
- 北中城村立北中城幼稚園
- 中城村立中城幼稚園
- 西原町立西原東幼稚園
- 西原町立西原幼稚園
- 西原町立西原南幼稚園
- 西原町立坂田幼稚園
- 東村立東幼稚園

### 島尻郡
- 伊平屋村立伊平屋幼稚園
- 伊是名村立伊是名幼稚園
- 久米島町立比屋定幼稚園
- 久米島町立仲里幼稚園
- 久米島町立久米島幼稚園
- 久米島町立美崎幼稚園
- 久米島町立清水幼稚園
- 久米島町立大岳幼稚園
- 南大東村立幼稚園
- 北大東村立幼稚園
- 八重瀬町立新城幼稚園
- 八重瀬町立具志頭幼稚園
- 与那原町立与那原幼稚園
- 与那原町立与那原東幼稚園
- 南風原町立南風原幼稚園
- 南風原町立翔南幼稚園
- 南風原町立北丘幼稚園
- 南風原町立津嘉山幼稚園
- 渡嘉敷村立渡嘉敷幼稚園
- 座間味村立座間味幼稚園
- 座間味村立阿嘉幼稚園
- 座間味村立慶留間幼稚園
- 粟国村立粟国幼小中学校
- 渡名喜村立渡名喜幼稚園

### 宮古郡
- 多良間村立多良間幼稚園

### 八重山郡
- 竹富町立はてるま幼稚園
- 竹富町立うえはら幼稚園
- 竹富町立おおはら幼稚園
- 与那国町立よなぐに幼稚園
- 与那国町立くぶら幼稚園
- 与那国町立ひがわ幼稚園

## 私立幼稚園

### 那覇市[1]
- 愛児幼稚園
- 育英義塾幼稚園
- 首里カトリック幼稚園
- ナザレ幼稚園
- 相愛幼稚園
- 光の子幼稚園

### 宜野湾市
- シオン幼稚園
- 慈愛幼稚園
- 真栄原カトリック幼稚園

### 石垣市
- 海星幼稚園

### 浦添市
- みのり幼稚園
- 友愛幼稚園

### 名護市
- うみのほし幼稚園

### 糸満市
- ゴスペル幼稚園
- 津山幼稚園
- 牧港ひまわり幼稚園

### 沖縄市
- 愛星幼稚園
- 聖母幼稚園
- コザ聖母幼稚園
- 愛育幼稚園

### 豊見城市
- 聖マタイ幼稚園

### うるま市
- ヨゼフ幼稚園
- 具志川花園幼稚園
- 沖縄アミークスインターナショナル幼稚園

### 宮古島市
- 花園幼稚園
- みつば幼稚園

### 国頭郡
- 有銘幼稚園

### 中頭郡
- 読谷こばと幼稚園
- 読谷中央幼稚園
- 善隣幼稚園
- 栄光幼稚園
- アリス幼稚園
- 平安幼稚園
- クリスチャン教育センター幼稚園

### 島尻郡
- クララ幼稚園
- 開邦幼稚園